# Иванович, Джордже
Джордже Иванович (серб. Ђорђе Ивановић; род. 20 ноября 1995, Вуковар) — сербский футболист, нападающий клуба «Чукарички». Выступал в сборной Сербии.

## Клубная карьера
Иванович — воспитанник клубов «ОФК Кикнда» и «Спартака» из Суботицы. В 2013 году он попал в заявку на сезон последнего. Для получения игровой практики Джордже на правах аренды выступал за команды «Бачка 1901», «Палич» и «Сента». В начале 2015 года Иванович вернулся в «Спартак». 21 февраля в матче против «Раднички» он дебютировал чемпионат Сербии. 28 февраля в поединке против ОФК Джордже забил свой первый гол за «Спартак». В начале 2018 года Иванович подписал контракт на 4 года со столичным «Партизаном». 15 февраля в матче Лиги Европы против пльзеньской «Виктории» он дебютировал за новую команду. 26 апреля в поединке против «Раднички» Джордже забил свой первый гол за «Партизан». В составе клуба он дважды завоевал Кубок Сербии.
В июле 2021 года перешёл в солигорский «Шахтёр». В январе 2022 года игрока на полгода арендовал словенский клуб «Марибор».

## Международная карьера
14 ноября 2017 года в товарищеском матче против сборной Южной Кореи Иванович дебютировал за сборную Сербии. 

## Достижения
Командные
 «Партизан»
- Обладатель Кубка Сербии (2) — 2017/2018, 2018/2019

 «Олимпия»
- Обладатель Кубка Словении — 2021

 «Шахтёр (Солигорск)»
- Победитель Чемпионата Белоруссии по футболу — 2021